# Spiramid
Spiramid (AMI-193) je selektivni antagonist , , i  receptor. On ima neznatan afinitet za  receptor.